# Résolution 19 du Conseil de sécurité des Nations unies
Membres permanents
- Chine
- États-Unis
- France
- Royaume-Uni
- URSS

Membres non permanents
- Australie
- Belgique
- Brésil
- Colombie
- Pologne
- Syrie

Résolution no 18 Résolution no 20
La résolution 19 est une résolution du Conseil de sécurité de l'ONU qui a été votée le 27 février 1947 et qui décide de créer une sous-commission chargée d'examiner les éléments du différend entre l'Albanie et le Royaume-Uni. Il est demandé aux représentants ces deux pays de faciliter la tâche de cette sous-commission. Il s'agit d'enquêter sur l'incident du détroit de Corfou, manifestation précoce de la guerre froide.
Les 3 pays qui se sont abstenus sont la Pologne, la Syrie et l'URSS.

## Texte
- Résolution 19 sur fr.wikisource.org
- Résolution 19 sur en.wikisource.org